# Алпски расед
Алпски расед је десни транскурентни расед који се протеже скоро целом дужином по Новозеландском Јужном острву. Овај расед уједно представља и део границе између пацифичке и аустралијске тектонске плоче. Расед је уједно и генератор многних снажих земљотреса на Јужном острву, и један је од круцијалних фактора Јужноалпске орогенезе.

## Увод
Нови Зеланд лежи на на две тектонске плоче: аустралијска и пацифичка. Испод Северног острва
пацифичка плоча се субдукује под аустралијску, док се на Јужном острву две плоче делимично мимоилазе а делимично сударају, док се субдукција врши у корист аустралијске плоче. Оваква копмликована тектоснка предиспозиција новозеландских острва је уједно и разлог честих и јаких земљотреса. Разлог повремено плитким а повремено дубоким земљотресима је због присуства Вадати-Бениоф зоне.